# Привата Монтерусо (Напуљ)
Привата Монтерусо је насеље у Италији у округу Напуљ, региону Кампанија.
Према процени из 2011. у насељу је живело 180 становника. Насеље се налази на надморској висини од 108 м.